# Hotel Park Hyatt Buenos Aires
El Hotel Park Hyatt Buenos Aires es un hotel cinco estrellas de la cadena Hyatt que se encuentra en el barrio de Recoleta de la ciudad de Buenos Aires. Está compuesto por una torre de quince pisos, construida entre 2003 y 2006, y el antiguo Palacio Duhau, antes residencia de dicha familia.

## Historia
En 1932, el arquitecto francés León Dourge diseñaba para Luis Duhau —Ministro de Agricultura del Presidente Agustín Justo— una lujosa residencia en la exclusiva Avenida Alvear de Buenos Aires. Duhau era miembro de una familia relacionada con el sector agropecuario, y enriquecida a partir de la política agroexportadora iniciada ya en la década de 1880 por un generación en la cual los cargos políticos fueron ocupados por miembros de la incipiente "aristocracia" nacional.
Allí se había levantado antes la mansión de Teodoro de Bary, que en 1910 había alojado a la Infanta Isabel de España, en su visita por los festejos del Centenario de la Revolución de Mayo. La Residencia de Bary fue demolida, y en su lugar se construyó a mediados de la década de 1930 la nueva mansión de Duhau proyectada por el arquitecto Dourge. El terreno era generoso, con la construcción emplazada sobre el lado de la Avenida Alvear, y las dependencias de servicio y jardín hacia la calle Posadas.
Los Duhau continuaron viviendo en este palacio de estilo academicista francés, durante el resto del siglo XX, dividiéndolo en 1986 en propiedad horizontal para que llegaran a vivir cinco ramas de la familia. Ya en 1984 habían pensado en vender la parte trasera de su terreno para construir un edificio de departamentos, encargando el diseño a Federico Peralta Ramos, parte del exitoso estudio SEPRA. Pero ese proyecto no prosperó, se sucedieron otras propuestas, e incluso el grupo Exxel pretendió instalar un centro de moda en el palacio, pero el emprendimiento comenzó a delinearse en 2001, y en diciembre de ese año la situación político-económica de Argentina implosionó en una crisis sin precedentes.
El proyecto de Exxel quedó suspendido, y en 2002 El Rosario S.A. inició el contacto con el estudio de arquitectura británico GIAD
Architects & Designers, conducido por la argentina Gabriela Iglesias. Ella encabezó el proyecto de diseño de una nueva torre para hotelería que se construiría hacia el lado de la calle Posadas. Más tarde, tuvo que retirarse del emprendimiento, y la decoración de interiores quedó a cargo del estudio Caparra-Entelman-Petrocchi-Conte Grand. En la Argentina, el estudio Peralta Ramos SEPRA (a cargo de Diego Peralta Ramos) se hizo cargo de la obra arquitectónica, y la firma Riva S.A. ejecutó las obras.
Los trabajos comenzaron el 24 de enero de 2003, y fueron polémicos, ya que se excavaron subsuelos bajo el Palacio Duhau, para construir piscinas y otras instalaciones. La mansión es Monumento Histórico Nacional (MHN) desde esa época. Por otra parte, los miembros de la Nunciatura Apostólica, que ocupa al vecino Palacio Fernández Anchorena denunciaron que la nueva torre violaría su intimidad. 
La cadena Hyatt —que había ya manejado un hotel en Buenos Aires, el actual Four Seasons— se hizo cargo del management, y el 12 de julio de 2006 el establecimiento abrió sus puertas.

## Descripción
El Park Hyatt Buenos Aires es un conjunto compuesto por la residencia de la familia Duhau, con entrada por Avenida Alvear 1661, y el nuevo Edificio Posadas, con entrada por calle Posadas 1350. El terreno ocupa una franja atravesada por una fuerte barranca antiguamente marcada por la erosión del Río de la Plata, por lo que el sector de Alvear está a mayor altura que el de Posadas, y ambos están unidos por un pasaje subterráneo en donde funciona una galería de arte.

### Palacio Duhau
La mansión construida para Luis Duhau fue diseñada por el arquitecto Dourge inspirándose en el Château du Marais, un chateau francés de fines del siglo XVIII. La fachada es completamente simétrica y sigue los cánones de la arquitectura clásica, con el esquema basamento-desarrollo-remate, está coronado por una mansarda a la francesa y un frontis en el volumen central. La entrada, por el volumen central, está jerarquizada por dos columnas y dos columnatas jónicas de doble altura, y mediante una doble escalera conduce a la planta principal, elevada sobre el nivel de la vereda. Atravesando el actual Salón Baccarat —llamado así por las arañas de dicho cristal que lo decoran, con pisos de mármol verede y rosado— se llega al vestíbulo, principal ambiente del edificio alrededor del cual se distribuyen las 23 habitaciones, ocupando dos niveles de altura, dominado por la escalera principal revestida en mármol y coronado por una claraboya. Hacia la parte trasera del edificio, los salones.
Los dos salones principales de la residencia fueron restaurados, y son utilizados como salas de desayuno y merienda para 60 comensales. Los pisos son de roble, y las paredes están adornadas por ricos paneles tallados. Con grandes ventanales, miran hacia los jardines de la calle Posadas, y poseen una terraza sobre la cual se distribuyen mesas para que más de 40 personas coman al aire libre. Aprovechando el desnivel, el subsuelo surge al exterior bajo dicha terraza. Además del restaurante, en la planta baja se encuentran el bar y una vinoteca para degustación de bebidas. Hacia las medianeras del terreno, dos escaleras bajan la barranca. 
Hacia el centro de la manzana y sobre la marcada pendiente se encuentra el jardín de la antigua mansión, bordeado por dos escalinatas y adornado por una fuente-pequeña cascada artificial que conduce el agua barranca abajo y la devuelve hacia la parte superior por sistemas subterráneos. Sobre un costado, una serie de construcciones de ladrillo a la vista funcionaban originalmente como viviendas de los cuidadores y caballerizas, y luego fueron remodeladas para dar habitación a miembros de la familia Duhau.